# 舟喜順一
舟喜 順一（ふなき じゅんいち、1920年 - 2010年4月13日）は、日本の牧師、神学校教師。兵庫県神戸市まれ、群馬県前橋市育ち。福音派の神学教育者で福音派の指導者の一人。新改訳聖書の生みの親の1人とされる。元・聖書宣教会教師（晩年は常任顧問）、元・聖書同盟主事、元・新改訳聖書刊行会編集主事、同理事長。
父は舟喜麟一、弟に舟喜拓生、舟喜信、妻は翻訳者としても有名な舟喜晃子。

## 経歴

### 戦前
1920年、神戸平野教会の牧師であった舟喜麟一の長男として生まれる。生まれてすぐに、銚子福音伝道館の牧師に就任した父と共に転居する。（旧制）前橋中学校（現・群馬県立前橋高等学校）で学ぶ。その時同級生だった羽鳥明をキリスト教に導く。東京帝国大学文学部に入学するも、教授がイエス・キリストとキリスト教を非難したため自主退学する。翌年京都帝国大学文学部入学して、西谷啓治の薫陶を受ける。その時の同級生に山田晶がいる。1943年（昭和18年）12月、学徒出陣で大学を休学して、1944年 京都帝国大学文学部哲学科を卒業する。見習士官を経て、陸軍少尉に任官されて第33師団に所属する。所属部隊は、1944年3月からのインパール作戦に参加していた。作戦終了後イギリス軍の捕虜になり、通訳を務めたのち復員し、1946年に帰国する。

### 戦後
1949年 渡米する。ダラス神学校に入るが中退して、米国フェイス神学校に学び卒業する。卒業後スイスに行き、ラブリにいたフランシス・シェーファーに会う。1954年 帰国して、後にキリスト教書の翻訳家として活躍する晃子（てるこ）夫人と結婚する。聖書同盟の設立、主事兼編集者になる。1955年「みことばの光」を創刊する。1958年まで東京神学塾の教務主任及び教師を務める。閉校した東京神学塾の人材と生徒を受け継いで、1958年5月羽鳥明らと共に聖書神学舎（現聖書宣教会）を設立し、校長ならびに教師を務める。聖書宣教会の教師を引退し、顧問を務める。2010年4月東京で死去する。

### 新改訳
1961年3月、ロックマン財団から、いのちのことば社の代表のK・マクビティに新アメリカ標準訳と並行する聖書を翻訳する意思があるあるかどうかという打診があり。「詳訳新約聖書」の訳業に携わっていた、舟喜と松尾武、堀川勇、牧瀬雄吉の4人が、3月27日に新アメリカ標準訳について検討をし、これに準拠する日本語訳聖書の刊行の意向を固めた。1961年9月25日ロックマン財団によって指名された6名のコミッショナーの一人になり、ロックマン財団のとの間に協定が成立して、新約聖書刊行会が成立する。舟喜は新約編集委員に選ばれ、編集主事を努める。後に、新改訳聖書の著作権問題において聖書刊行会の代表として取り組む。2003年1月、新改訳聖書刊行会の理事長を退任する。津村俊夫が後任になる。

## 著書
- 『聖書の教える救いについて、I・II』
- 「聖書の教える教会について」CS成長センター、1987年
- 『筋の通った信仰生活』マイケル・C・グリフィスとの共著、いのちのことば社、1969
- 「聖書註解」、1959年
- 「聖書論論集」、1974年

## 訳書
- 「聖書理解のためのガイドブック」ジョン・R.W.ストット、1974年
- 「ヨハネによる福音書―本文の分析的研究」（新約聖書註解） メリル・テニイ, 1958年
- 「幸福な結婚」H.M.ウイリアムズ、W.M.カッパー、1963年
- 「キリスト者の結婚―性の特権と責任」 H.M.ウィリアムズ、W.M.カッパー、1961年
- 「いのちのみち」ノルマン・ハリスン、1951年
- 「羊飼いが見た詩篇23篇」W.フィリップ・ケラー、いのちのことば社、1979年
- 『キリスト・我らの聖化』マーティン・ロイドジョンズ キリスト者学生会